# Trachea luzonensis
Trachea luzonensis är en fjärilsart som beskrevs av Alfred Ernest Wileman och South 1920. Trachea luzonensis ingår i släktet Trachea och familjen nattflyn. Inga underarter finns listade i Catalogue of Life.